# Nástup Habsburků na český trůn (1526)

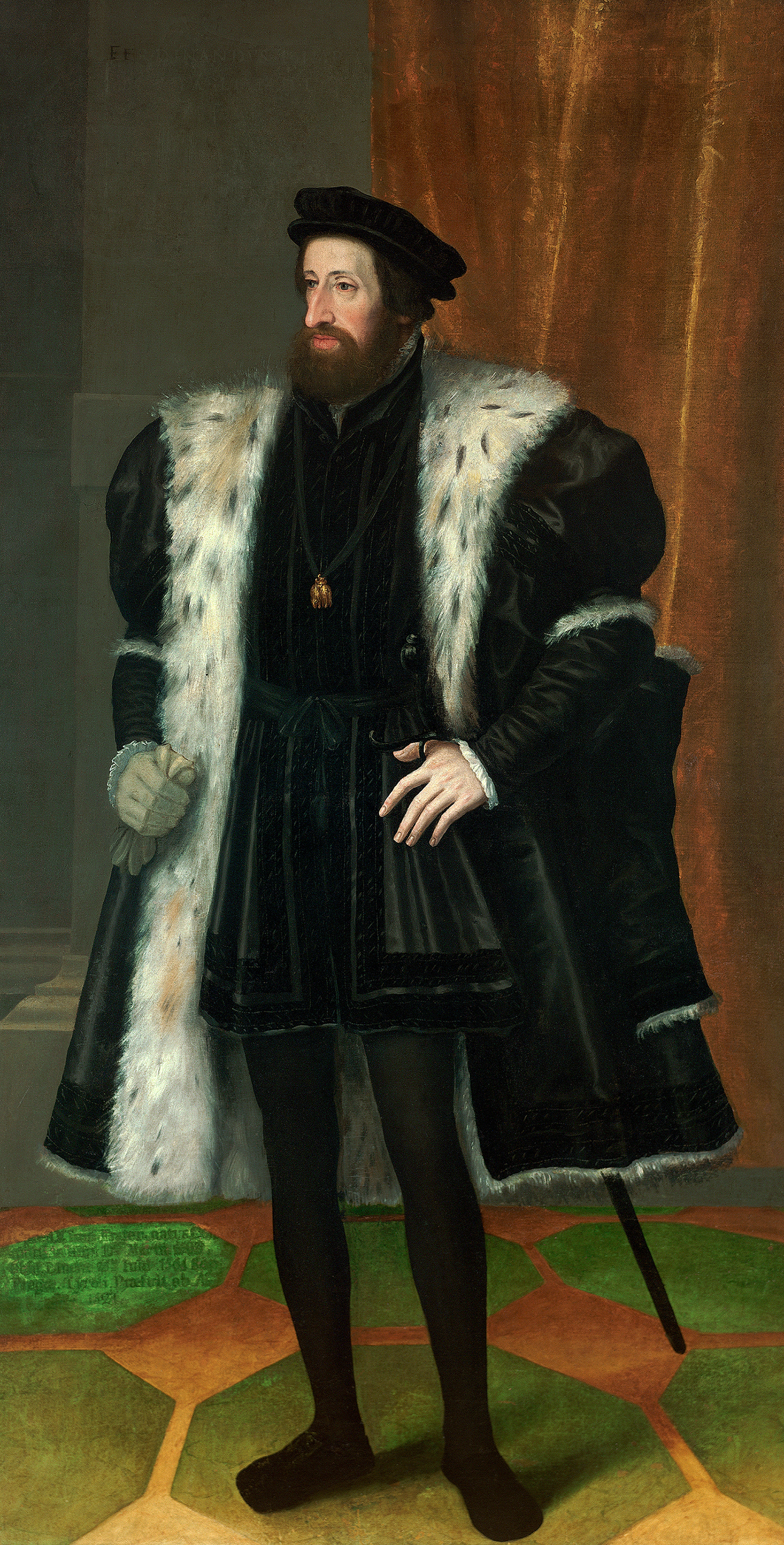
Ferdinand I.

Nástup Habsburků na český trůn označuje události od smrti uherského a českého krále Ludvíka Jagellonského v bitvě u Moháče vedoucí ke zvolení Ferdinanda I. z rodu Habsburků jeho nástupcem na českém trůně. Roku 1528 tak k dosavadní personální unii českých a uherských zemí přibyly i rakouské země, čímž bylo vytvořeno jádro habsburských držav ve střední Evropě na další čtyři staletí.

## Volitelnost trůnu a rodové úmluvy
Podle sněmovního snešení z roku 1497 bylo v případě smrti panovníka bez dědiců zaručeno právo stavů zvolit si nového krále. Roku 1515 byly ve Vídni uzavřeny rodové úmluvy mezi Habsburky a Jagellonci o vzájemném následnictví spojené s dohodou o sňatcích mezi dětmi Vladislava Jagellonského a císaře Maxmiliána. Ludvík Jagellonský si tak vzal za ženu Marii Habsburskou, jeho sestra Anna byla provdána za Mariina bratra Ferdinanda. Protože ke sňatku princezny Anny nedali čeští stavové souhlas, nebyla její dědická práva po smrti bratra (29. srpna 1526) uznána a její manžel se musel o český trůn ucházet ve volbě krále.

## Konflikt českých stavů s vedlejšími zeměmi
Nového krále mělo zvolit společné shromáždění stavů všech českých zemí. Když ale čeští stavové neuskutečnili slíbená předběžná jednání v Kladsku a moravské a slezské stavy vyjma olomouckého biskupa vůbec nepřizvaly, došlo k roztržce. Následkem bylo uznání dědických nároků princezny Anny a přijetí Ferdinanda za panovníka vedlejšími zeměmi bez volby.

## Kandidáti
Spíše díky neobeznámenosti benátských vyslanců reálnými možnostmi zůstala dodnes známa jména českých velmožů, o kterých se také spekulovalo jako o možných kandidátech. Jednalo se o vnuky Jiřího z Poděbrad knížata Friedricha Lehnického a Karla Minsterberského, nejvyššího purkrabí Zdeňka Lva z Rožmitálu a moravského velmože Vojtěcha z Pernštejna. Mezi dalšími možnými kandidáty byli saský kurfiřt Jan a jeho syn Jan Friedrich, Jiří Saský z vedlejší rodové linie, Jáchym Braniborský a francouzský král František I. Reálné uchazeče však nabízely pouze tři strany - habsburská (Ferdinanda I.), bavorská (vévody Ludvíka a Viléma) a polská (Zikmund I.). Polský král se rozhodl ohlásit kandidaturu až po delším váhání a jeho list přišel do Prahy příliš pozdě. Přes jisté šance tento kandidát do volby nestačil zasáhnout.

## Volba
Obecně se předpokládalo, že se volební klání potáhne nejméně měsíc, během kterého si stavové postupně vymohou na kandidátech významné ústupky. Vlastní volba byla zahájena 8. října 1526. Významnými argumenty proti volbě nejvážnějšího kandidáta - arcivévody Ferdinanda - byl jeho postup proti stavovským svobodám v rakouských zemích a hrozba, že se podobně jako v Uhrách bude domáhat trůnu vojenskou cestou. Naopak pozitivem byla schopnost postavit se tureckému vpádu a jeho dobrovolné uznání volebního práva stavů. Agenti bavorské kandidatury naopak nabízeli vysoké finanční injekce do zadlužené panovnické kasy. Panovník byl dlužen převážně svým šlechticům - nynějším volitelům. Sázka na peníze spojená se štědrými úplatky však bavorské straně nevyšla a značně poškodila její pověst. Podporu získaly střízlivější přísliby Ferdinanda I., který byl 23. října 1526 zvolen českým králem. Po dohodě o textu volební kapitulace byl následujícího roku korunován.